# Anoba ligondesi
Anoba ligondesi là một loài bướm đêm trong họ Erebidae.